# Marek Brodzki
Marek Brodzki (ur. 25 grudnia 1960 w Miechowie) – polski reżyser, scenarzysta, dokumentalista, autor pierwszej ekranizacji Sagi o wiedźminie Andrzeja Sapkowskiego.

## Kariera filmowa
Marek Brodzki współpracował jako asystent z szeregiem reżyserów polskich i obcych: Andrzejem Wajdą, Romanem Polańskim, Krzysztofem Zanussim, Volkerem Schloendorffem, Stevenem Spielbergiem, Markiem Koterskim, Costa-Gavrasem. W latach 2000–2001 wyreżyserował wraz z Tomaszem Hynkiem i Ewą Brodzką 32 odcinki serialu TVN Miasteczko. W listopadzie 2001 roku miała miejsce premiera kinowej wersji wyreżyserowanego przez Brodzkiego Wiedźmina, którego scenariusz powstał na podstawie dzieł Andrzeja Sapkowskiego. Rok później wyemitowano serialową wersję Wiedźmina, składającą się z 13 odcinków. W 2006 był autorem fabularnych fragmentów niemieckiego filmu dokumentalnego o walkach o Verdun 1916 roku – Verdun 1916. Die Grosse Schlacht. Autorem zdjęć do tego obrazu był Paweł Figurski. W kolejnych latach powstawały inne niemieckie fabularyzowane dokumenty, reżyserowane przez Brodzkiego lub przez niego współreżyserowane (Cud z Mogadiszu w 2007, Die Sternstunden der Deutschen w 2009). W 2012 powstał film dokumentalny Cegła i inne nagrody filmowe, w którym Andrzej Wajda opowiadał reżyserowi o swoich filmach i nagrodach. Obraz ten współfinansował Polski Instytut Sztuki Filmowej. W 2014 Brodzki zaczął realizować filmy dokumentalne z cyklu Historia w ożywionych obrazach. W 2017 cykl ten został nagrodzony na Międzynarodowym Festiwalu Filmów Historycznych i Wojskowych w Warszawie (Medal Fundacji Ars Creatori razem z Włodzimierzem Niderhausem) oraz podczas Festiwalu Filmów Edukacyjnych Edukino (Złoty Kopernik w kategorii historia). Marek Brodzki napisał scenariusze i zrealizował następujące części cyklu:
- Jan Matejko „Konstytucja 3 Maja 1791 roku” (2014)
- Jan Matejko „Unia lubelska” (2016)
- Jan Matejko „Kazanie Skargi” (2016)
- Jan Matejko „Stańczyk na balu u królowej Bony, gdy wieść przychodzi o utracie Smoleńska” (2016)
- Jan Matejko „Hołd pruski (2016)
- Jan Matejko „Stefan Batory pod Pskowem (2016)
- Jan Matejko „Zabójstwo św. Stanisława (2016)
- Jan Matejko „Jan Sobieski pod Wiedniem (2016)
- Jan Matejko „Zaprowadzenie chrześcijaństwa R.P. 965 (2016)
- Jan Matejko „Stańczyk na balu u królowej Bony, gdy wieść przychodzi o utracie Smoleńska (2016)
- Jan Matejko „Carowie Szujscy na Sejmie Warszawskim (2016)

W 2017 reżyser zaczął realizować filmy kolejnego cyklu historycznego Polska Niepodległa – Historia w ożywionych obrazach. Reżyser zrealizował:
- Horace Vernet „Bitwa pod Somosierrą” (2017)
- Wojciech Kossak „Emilia Plater w potyczce pod Szawlami” (2017)
- Artur Grottger „Kucie kos” (2017)
- Wojciech Kossak „Olszynka Grochowska” (2017)
- Maksymilian Gierymski „Patrol powstańczy” (2017)
- Wojciech Kossak „Przysięga Kościuszki na Rynku w Krakowie 24 marca 1794 r.” (2017)
- Stanisław Kaczor-Batowski „Wejście strzelców Józefa Piłsudskiego do Kielc” (2017)
- Jacek Malczewski „Wigilia na Syberii” (2017)
- Stanisław Masłowski „Wiosna roku 1905” (2017)
- Jan Matejko „Rejtan – Upadek Polski” (2017)

W produkcjach tych uczestniczyli filmowcy z Wytwórni Filmów Dokumentalnych i Fabularnych w Warszawie.
Reżyser współpracował przy produkcji m.in. takich filmów polskich, jak:
- Komediantka (1986) w reż. Jerzego Sztwiertni
- Przeprawa (1988) w reż. Wiktora Turowa
- Stan posiadania (1989) w reż. Krzysztofa Zanussiego
- Porno (1989) w reż. Marka Koterskiego
- Życie za życie. Maksymilian Kolbe (1991) w reż. Krzysztofa Zanussiego
- Plecak pełen przygód (1992) w reż. Janusza Dymka
- Kiedy rozum śpi (1993) w reż. Marcina Ziębińskiego
- Lista Schindlera (1993) w reż. Stevena Spielberga
- Jakub kłamca (1999) w reż. Petera Kassovitza
- To ja, złodziej (2000) w reż. Jacka Bromskiego
- Zemsta (2002) w reż. Andrzeja Wajdy
- Kamienie na szaniec (2014) w reż. Roberta Glińskiego
- Powidoki (2016) w reż. Andrzeja Wajdy

Filmowiec wykłada w Warszawskiej Szkole Filmowej.